# Szidón
Szidón (arab: صيدا, Ṣaydā, magyarosan Szajda; föníciai: צדן, óhéber írással: צִידוֹן, Ṣīḏōn, ógörög: Σιδών) kikötőváros Libanonban, a Földközi-tenger partján. A libanoni Dél kormányzóság székhelye, Dél-Libanon kereskedelmi és pénzügyi központja.
Itt található a szaúd-arábiai olajmezőkről induló kőolajvezeték vége és egy olajfinomító. A város környékén zöldséget, citrusféléket termesztenek és exportálnak, valamint jelentős a halászat is.

## Földrajz
A város az ország harmadik legnagyobb települése, lakossága mintegy 160 000 fő.

## Népesség

### Vallás
A legnagyobb vallási felekezetek a szunnita (80%) és síita iszlám (11%), továbbá a melkita katolikusok (3,7%) és a maroniták (3,3%).

## Történet
Szidón története a Kr. e. 4. évezredig nyúlik vissza. Az ókori gazdag föníciai kereskedőváros többek közt elefántcsont faragványairól, arany és ezüst ékszereiről, gyönyörű üvegtárgyairól volt híres.

### A Bibliában
A Biblia alapján Kánaán idősebb fia alapította. Később Ezékiel próféta Szidón ellen is jövendölt. A kereszténység gyorsan elterjedt az I. században. Pál apostol, mielőtt Rómába ment, meglátogatta az itteni testvéreket.

## Látnivalók
- A keresztes kori erőd
- A medina (a középkori város)
- Murex-domb
- A piac (souk)
- Középkori mecsetek
- A szappanmúzeum
- Az Eshmoun-templom – föníciai romok

## Fordítás
Ez a szócikk részben vagy egészben  a   Sidone című olasz Wikipédia-szócikk fordításán alapul.  Az eredeti cikk szerkesztőit annak laptörténete sorolja fel. Ez a jelzés csupán a megfogalmazás eredetét és a szerzői jogokat jelzi, nem szolgál a cikkben szereplő információk forrásmegjelöléseként.